# LEGO Thérapie
 (juillet 2025).
La mise en forme du texte ne suit pas les recommandations de Wikipédia : il faut le « wikifier ».
Les points d'amélioration suivants sont les cas les plus fréquents :
- Les titres sont pré-formatés par le logiciel. Ils ne sont ni en capitales, ni en gras.
- Le texte ne doit pas être écrit en capitales (les noms de famille non plus), ni en gras, ni en italique, ni en « petit »…
- Le gras n'est utilisé que pour surligner le titre de l'article dans l'introduction, une seule fois.
- L'italique est rarement utilisé : mots en langue étrangère, titres d'œuvres, noms de bateaux, etc.
- Les citations ne sont pas en italique mais en corps de texte normal. Elles sont entourées par des guillemets français : « et ».
- Les listes à puces sont à éviter, des paragraphes rédigés étant largement préférés. Les tableaux sont à réserver à la présentation de données structurées (résultats, etc.).
- Les appels de note de bas de page (petits chiffres en exposant, introduits par l'outil «  Source ») sont à placer entre la fin de phrase et le point final[comme ça].
- Les liens internes (vers d'autres articles de Wikipédia) sont à choisir avec parcimonie. Créez des liens vers des articles approfondissant le sujet. Les termes génériques sans rapport avec le sujet sont à éviter, ainsi que les répétitions de liens vers un même terme.
- Les liens externes sont à placer uniquement dans une section « Liens externes », à la fin de l'article. Ces liens sont à choisir avec parcimonie suivant les règles définies. Si un lien sert de source à l'article, son insertion dans le texte est à faire par les notes de bas de page.
- La présentation des références doit suivre les conventions bibliographiques. Il est recommandé d'utiliser les modèles {{Ouvrage}}, {{Chapitre}}, {{Article}}, {{Lien web}} et/ou {{Bibliographie}}. Le mode d'édition visuel peut mettre en forme automatiquement les références.
- Insérer une infobox (cadre d'informations à droite) n'est pas obligatoire pour parachever la mise en page.

Pour une aide détaillée, merci de consulter Aide:Wikification.
Si vous pensez que ces points ont été résolus, vous pouvez retirer ce bandeau et améliorer la mise en forme d'un autre article.
 (juillet 2025).
Il peut être nécessaire de l'améliorer pour respecter le principe de neutralité de point de vue. 

Wikipédia ne donne pas d'avis médical : seul un professionnel (médecin, pharmacien, etc.) est habilité à le faire.
 (juillet 2025).
LEGO Thérapie est une approche d'intervention éducative et thérapeutique qui utilise les briques LEGO comme support pour développer les compétences sociales, cognitives et émotionnelles, principalement chez les enfants et adolescents présentant des troubles neurodéveloppementaux.

## Historique
La méthode a été développée dans les années 1990 par le neuropsychologue pédiatrique américain Daniel LeGoff. Il observe que certains enfants atteints de trouble du spectre de l'autisme (TSA) interagissent spontanément lorsqu’ils manipulent des briques LEGO. Ce constat l'amène à formaliser un cadre d’intervention thérapeutique structuré autour de ce support ludique.
En 2008, la chercheuse britannique Gina Gomez de la Cuesta contribue à diffuser et structurer la méthode dans le contexte éducatif du Royaume-Uni. Elle coécrit avec LeGoff un manuel de référence qui popularise la méthode auprès des praticiens.
L’étude de LeGoff (2004) a démontré une amélioration significative des interactions sociales chez les enfants avec TSA. Owens et al. (2008) ont également confirmé son efficacité dans des groupes d'enfants autistes.

## Pratique contemporaine
Les séances durent généralement entre 45 minutes et 1h30 et peuvent être conduites en petit groupe ou en individuel, selon les objectifs poursuivis. Les rôles classiques attribués aux participants (constructeur, ingénieur, fournisseur, inspecteur) permettent de structurer les échanges, d'encourager la coopération, et de renforcer l'attention conjointe. La rotation régulière des rôles contribue à développer la flexibilité cognitive, la prise d'initiative et le respect des consignes.
Des variantes pédagogiques ont également émergé, visant à développer des compétences langagières, exécutives ou émotionnelles à l’aide de scénarios ludiques et de grilles d’évaluation adaptées. Ces grilles permettent d’objectiver les progrès dans les domaines du langage, de la coopération, de la régulation émotionnelle ou de l’autonomie.
Certaines structures proposent également des formations à destination des professionnels de l’accompagnement (enseignants, éducateurs, orthophonistes, psychologues, etc.), incluant une présentation des fondements théoriques et des outils pratiques. Le modèle original a ainsi été enrichi tout en conservant ses principes fondateurs : coopération, cadre structurant et plaisir partagé de construire ensemble,,.

## Recherches universitaires et thèses doctorales
Depuis les travaux pionniers de LeGoff (2004), la LEGO Thérapie a fait l’objet de nombreuses recherches universitaires, principalement dans les pays anglo-saxons. Articles scientifiques, mémoires et thèses doctorales ont documenté son efficacité, ses modalités d’application et ses limites, en contexte scolaire, clinique ou institutionnel.
Aux États-Unis, LeGoff (2004), puis LeGoff et Sherman (2006), ont démontré les effets positifs de l’approche sur les compétences sociales et langagières d’enfants autistes, en s’appuyant sur des outils d’évaluation standardisés comme la VABS et la WISC-III,.
Au Royaume-Uni, Owens et al. (2008) ont mené une étude comparative entre la LEGO Thérapie et le programme SULP, montrant une amélioration significative des interactions sociales dans le groupe LEGO.
Plusieurs travaux universitaires ont ensuite prolongé ces études : Pang (2010) a travaillé sur le langage expressif et réceptif dans une étude de cas ; Andras (2012) a mené une recherche qualitative sur l’appropriation de la méthode par des enfants TSA ; Barakova (2014) a expérimenté une approche combinée LEGO et robotique sociale ; Huskens (2014) a proposé une étude expérimentale autour des médiations robotisées.
Des thèses de doctorat ont approfondi ces perspectives : Brett (2013), à l’Arizona State University, a étudié l’effet de la LEGO Thérapie sur la socialisation et la motivation de jeunes avec TSA ; Boyne (2014), à la University of Birmingham, s’est penché sur la perception de l’inclusion scolaire par des enfants autistes ; Nguyen (2016), à Northcentral University, a mené une étude à mesures répétées sur 27 adolescents autistes, soulignant des gains en habiletés sociales adaptatives. Yuk Fai Sam Cheng (2016), à la University of Hong Kong, a exploré les effets de la méthode sur la motivation sociale ; Boylan (2019), à Liberty University, s’est concentrée sur les fonctions exécutives à l’aide des outils BRIEF et NEPSY-II. Blackshear-Ray (2020), à Capella University, a évalué la faisabilité et la mise en œuvre de la LEGO Thérapie dans les écoles élémentaires publiques aux États-Unis. Enfin, Chloe Schmidt-Dhonneur (2025) à l'Institut catholique de Paris, a analysé l’impact de la LEGO Thérapie sur la qualité de vie et les compétences psychosociales d’enfants avec TSA dans un contexte francophone.

## Reconnaissance académique et colloques récents
L’intérêt pour la LEGO Thérapie s’est élargi au champ académique, où la méthode fait désormais l’objet de communications lors de colloques scientifiques et professionnels en Europe[réf. non conforme].
En octobre 2024, une conférence animée par Chloé Schmidt-Dhonneur a été proposée lors de la 18ᵉ European Conference on Games Based Learning (ECGBL) à Aarhus (Danemark), intitulée "Impact of LEGO® Based Therapy on Skills Development and Quality of Life in People with Neurodevelopmental Disorders". Cette même année, un atelier nommé “A LEGO game to teach teamwork theories”, animé par Ian Stewart (Université de Manchester), portait sur l’utilisation du jeu LEGO comme outil pédagogique pour développer les compétences collaboratives dans l’enseignement supérieur. Ce jeu, non digital, lui a valu le deuxième prix de sa catégorie,.
Enfin, aux 5ᵉ Conférences Jean Piaget, organisées à l’Université de Genève du 25 au 27 juin 2025, plusieurs communications ont exploré l’apprentissage par le jeu et les supports concrets dans la perspective piagétienne. L’usage du LEGO a été évoqué par Chloe Schmidt-Dhonneur comme outil de médiation favorisant l’abstraction progressive chez l’enfant,.